# New York Times Building
New York Times Building är en skyskrapa på västra sidan av Midtown, Manhattan som färdigställdes 2007 och är den sjunde högsta i USA. Den främsta hyresgästen är The New York Times Company, som publicerar The New York Times, The Boston Globe, International Herald Tribune samt andra regionala tidningar. Byggandet var ett samriskföretag med The Times Company, Forest City Ratner Companies och ING Real Estate.

## Planering och utveckling
Projektet offentliggjordes den 13 december 2001 och avsåg uppförandet av ett 52-våningstorn på östra sidan av åttonde avenyn mellan 40:e och 41:a gatorna mittemot Port Authority Bus Terminal. Detta var strax efter att Hearst Corporation hade beviljats tillstånd att bygga ett torn över sitt sex våningar höga huvudkvarter på västra sidan av åttonde avenyn, mellan 56:e och 57:e gatorna. Tillsammans med Hearst Tower fick platsvalet representera den västliga expansionen av Midtown längs åttonde avenyn, en korridor där inga nybyggnationer skett sedan uppförandet av One Worldwide Plaza år 1989.
Den nya lokaliseringen innebär att tidningen finns kvar i området kring Times Square som fick sitt namn då tidningen flyttade till 42:a gatan 1904.
Platsen för byggnaden erhölls från Empire State Development Corporation genom expropriation. Med ett mandat att förvärva och renovera byggnader vid Times Square dömdes tio existerande byggnader ut av Empire State Development Corporation och köptes av ägare, som i vissa fall inte ville sälja och hävdade att området inte längre var misskött (delvis tack vare tidigare ansträngningar av Empire State Development Corporation). Empire State Development Corporation vann dock i domstol.
När den 7 400 m² stora platsen var sammanförd hyrdes det ut till New York Times Company och Forest City Ratner för $ 85 600 000 under 99 år, betydligt under marknadsvärdet. Utöver detta erhöll New York Times Company skattelättnader på $ 26 100 000.

## Design

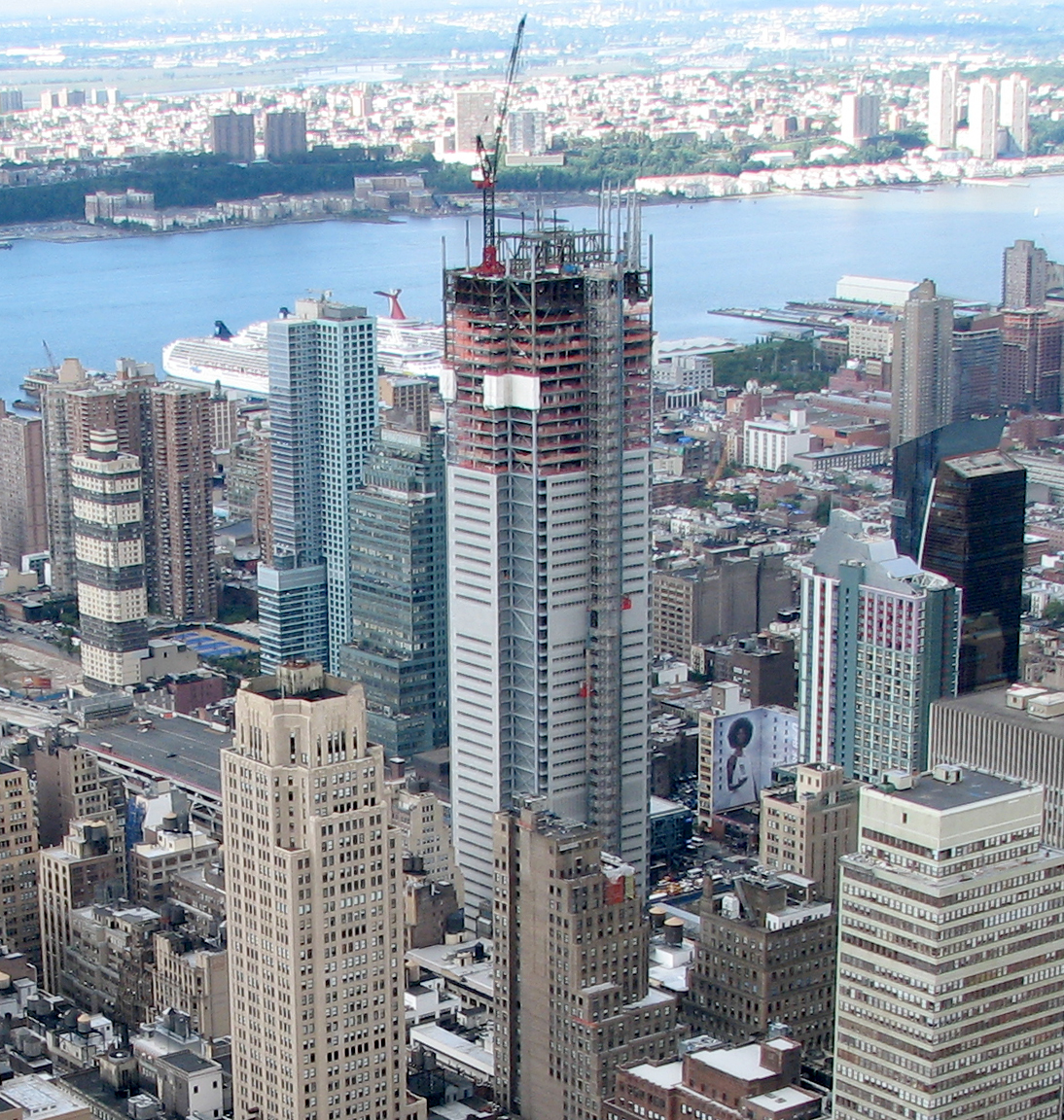
Byggnaden under uppförande, september 2006

Tornet designades av Renzo Piano och FXFOWLE Architects med Gensler ansvarig för interiören.
Höjden från markplan till taket är 228 m och med den yttre väggen 256 m. En mast på toppen gör att höjden blir 319 m. 2009 delar byggnaden tredjeplatsen för New Yorks och sjundeplatsen för USA:s högsta byggnader med Chrysler Building.
Byggnaden har klassificerats som en "grön" byggnad, även om den inte blivit certifierad. Designen använder många tekniker för ökad energieffektivitet. Ytterväggen är helt glasad med lågenergiglas, som maximerar naturligt ljus men samtidigt avskärmar direkt solljus och reducerar avkylningen. Automatiska sensorkontrollerade skärmar minskar bländningen, medan 18 000 individuellt styrbara fluorescerande fixturer kompletterar dagsljuset och sparar 30 % energi
Ett naturgaskraftverk producerar 40 % av elektriciteten till New York Times lokaler med spillvärme från systemet för uppvärmning och nedkylning. Golven i New York Times lokaler används för luftcirkulationen, vilket kräver mindre kylning än konventionella system. Byggnaden har även luftkylning utifrån när det är kallare än inomhus, vilket sparar energi. 95 % av byggnadens stålkonstruktion består av återvunnet stål.
Liksom i många andra byggnader på midtown Manhattan finns inga parkeringsplatser, vilket gör att de flesta anställda använder allmänna kommunikationer. Sedan december 2007 erbjuds dock en inomhusparkering för 20 cyklar .

## Hyresgäster

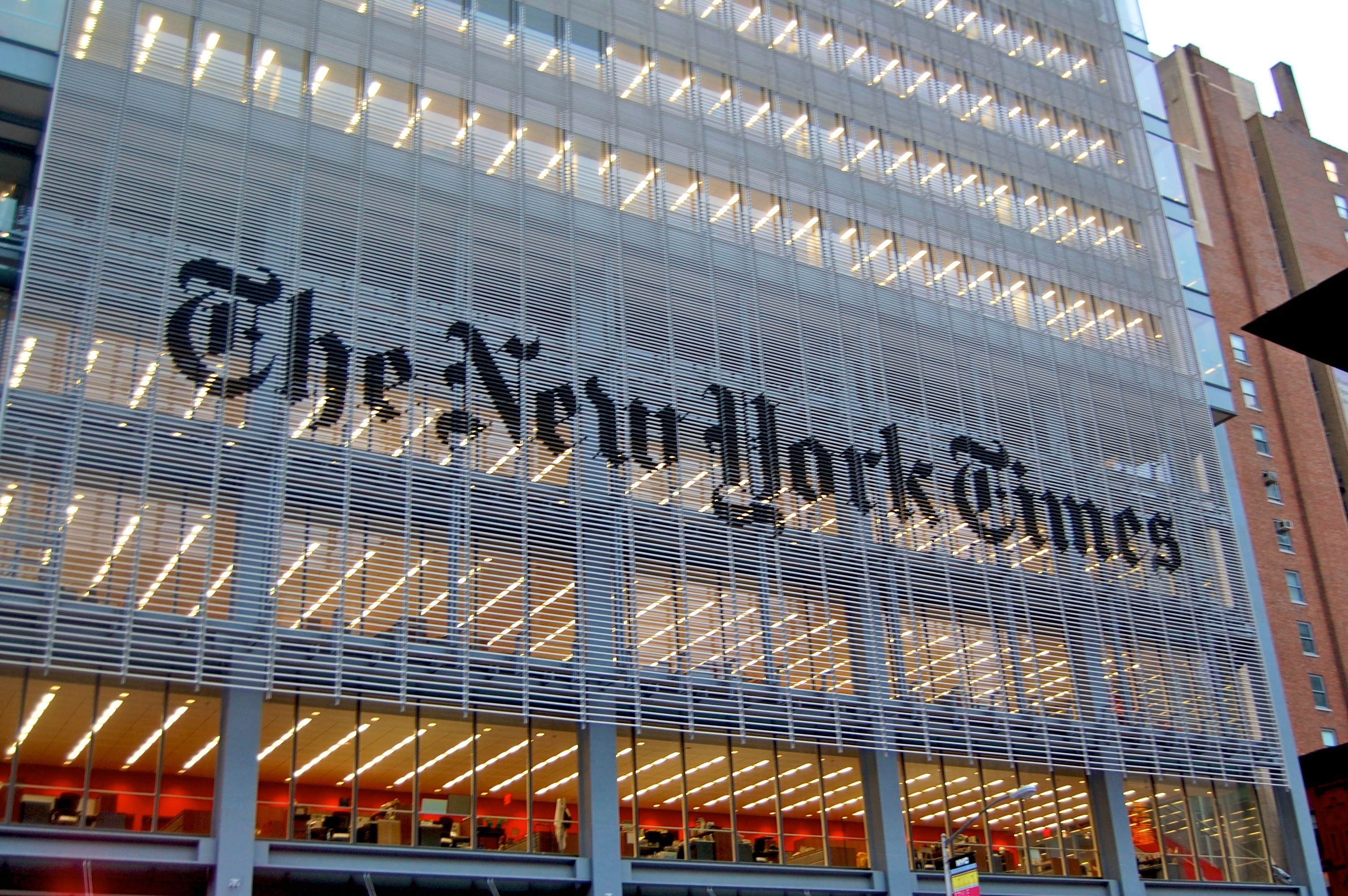
New York Times

The New York Times Company innehar 74 300 m² på andra till 27 våningarna, Forest City Ratner 65 032 m² på våning 29–52 samt 1 951 m² butikslokaler på gatuplanet. Lobbyn samt våning 28 och 51 innehas gemensamt.
Fyra advokatbyråer har sina kontor i byggnaden, Covington & Burling LLP, Osler, Hoskin & Harcourt LLP (36:e våningen), Pepper Hamilton LLP (37:e våningen) och Seyfarth Shaw LLP (31:a – 33:e våningarna). 2008 hyr advokatfirman Goodwin Procter LLP våning 23–27 av New York Times och våning 29–30 av Forest City Ratner i andra hand. Buchanan Ingersoll & Rooney PC kommer att flytta in i byggnaden.
Andra kontorshyresgäster är bland annat Barclays Center/New Jersey Nets, JAMS, Legg Mason, Markit Group Limited, The Resolution Experts, Samoo Architecture P.C. och SJP Properties. Butikshyresgäster bland annat Inakaya, Dean & DeLuca och MUJI .
På första våningen finns Times Center med en hörsal med 378 platser, ett 84 m² galleri för utställningar och mottagningar samt en lokal på 464 m² för banketter och bjudningar .
Vissa typer av hyresgäster är förbjudna enligt hyresvillkoren, detta inkluderar läkarmottagningar, arbetsförmedlingar, jobbträningscenter och socialtjänstkontor .

## Nyheter
Den 5 juni 2008 klättrade Alain Robert, även känd som Den franske Spindelmannen upp på byggnadens norra sida. Han lyckades bestiga den från första våningen ända upp till toppen. Under klättringen fäste han en fluorescerande grön neonskylt med texten Global warming kills more people than a 9/11 every week (global uppvärmning dödar fler människor varje vecka än 11 september-attackerna). Han hade även på sig en t-shirt med reklam för webbplatsen The Solution is Simple. Han möttes på taket av New York-polisen som selade fast honom för att säkerställa att han inte föll och arresterade honom senare .
Senare samma dag klättrade den 32-årige Brooklynbon Renaldo Clarke upp för byggnadens västra sida iförd en t-shirt med texten Malaria No More. Även han arresterades efter att ha nått taket .